# Campo Número Veinticuatro
Campo Número Veinticuatro är en ort i Mexiko.   Den ligger i kommunen Cuauhtémoc och delstaten Chihuahua, i den nordvästra delen av landet, 1 300 km nordväst om huvudstaden Mexico City. Campo Número Veinticuatro ligger 1 990 meter över havet och antalet invånare är 230.
Terrängen runt Campo Número Veinticuatro är en högslätt, och sluttar norrut. Runt Campo Número Veinticuatro är det glesbefolkat, med 10 invånare per kvadratkilometer. Närmaste större samhälle är Cuauhtémoc, 11,3 km sydväst om Campo Número Veinticuatro. Trakten runt Campo Número Veinticuatro består till största delen av jordbruksmark.